# 协荣站
协荣站是西藏自治区拉萨市一座铁路车站。车站位于曲水县才纳乡，是拉日铁路和拉林铁路的交汇点。车站设有股道4条，站台2座，进出站地道各1座，占地面积约2000平方米。车站于2014年8月建成通车。2020年12月9日，拉林铁路接入车站。